# Vanjo
Vanjo je moško osebno ime.

## Izvor imena
Ime Vanjo je različica moškega osebnega imena Vanja.

## Pogostost imena
Po podatkih Statističnega urada Republike Slovenije je bilo na dan 31. decembra 2007 v Sloveniji število moških oseb z imenom Vanjo: 19.

## Osebni praznik
V koledarju je ime Vanjo zapisano pri imenu Ivan.